# 琉球諸島
琉球諸島（りゅうきゅうしょとう、琉球語: Ruucuu-reptoo）は、南西諸島の一部の範囲であり、定義は以下に二分される.
1. 従来からの一般的な定義では、奄美群島、沖縄諸島、宮古列島、八重山列島の総体とされる（後述）。
2. 2011年5月26日に開催された「地名等の統一に関する連絡協議会」（第73回）に基づく決定地名では[2]、大東諸島を除く沖縄県全域とされる（後述）。

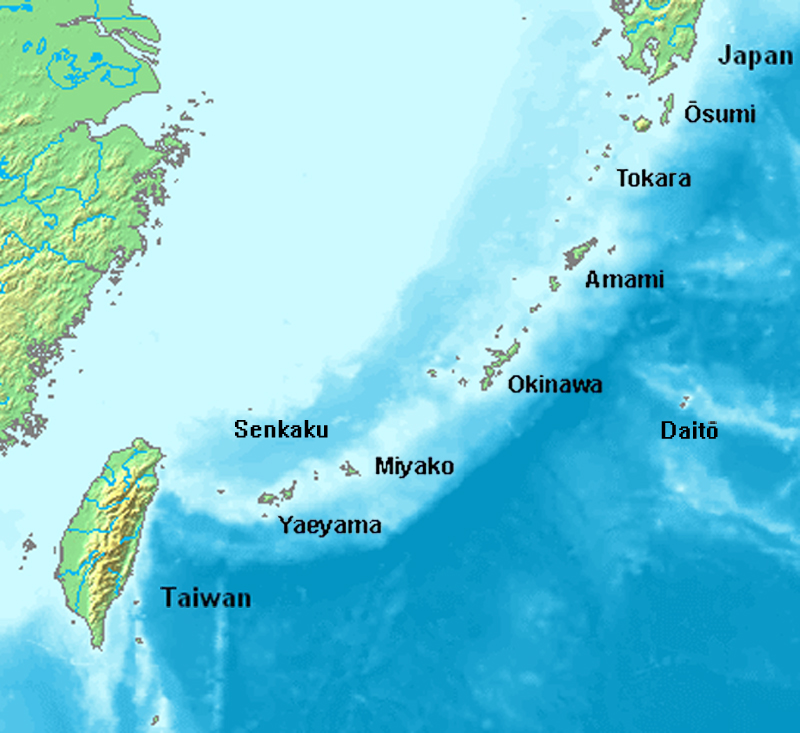
（参考）南西諸島および周辺図

上記の通り、2011年に日本国の公的機関により新しい定義がなされたため、過去の経緯や文脈などによる用法の曖昧さについては注意を要する。

## 従来の一般的な定義
「奄美群島、沖縄諸島、宮古列島、八重山列島の総体」とするものである。これはかつての琉球王国の領土とほぼ重なり、現在の沖縄県の大部分を占める。奄美群島は鹿児島県に属する。概ね太平洋と東シナ海の境をなす。

### 範囲
- 奄美群島
- 沖縄諸島 - 本島周辺離島、久米島、慶良間列島、粟国・渡名喜島、硫黄鳥島もこの範囲内
- 先島諸島のうち、
  - 宮古列島
  - 八重山列島

大東諸島については、サンフランシスコ平和条約第三条で「北緯二十九度以南の南西諸島（琉球諸島及び大東諸島を含む）」と規定され、また、沖縄返還に関する日米間の条約の名称が「琉球諸島及び大東諸島に関する日本国とアメリカ合衆国との間の協定」とされるなど、琉球諸島に含まない場合がある。
ただし、日本と関係する国際条約においては通例、その条約における「琉球諸島」(Ryukyu Islands) の具体的範囲が明文で規定されており、逆に言えば通例、条約が「琉球諸島」と言う用語の定義をするものではない。 また、英語 "Ryukyu Islands" の一般的意味は概ね日本における「琉球列島」、「南西諸島」の意味で使われている。
また、この用語の範囲に尖閣諸島を含むかについては緒論ある（詳細は「南西諸島」を参照）。

## 2011年の決定地名
「大東諸島を除く沖縄県全域」とするものである。これは、2011年5月26日に開催された「地名等の統一に関する連絡協議会」（第73回）に基づく決定地名である。「地名等の統一に関する連絡協議会」は、国土交通省国土地理院と、海上保安庁海洋情報部との連絡部会である。

### 範囲
- 沖縄諸島 - 本島周辺離島、久米島、慶良間列島、粟国・渡名喜島、硫黄鳥島もこの範囲内
- 先島諸島
  - 宮古列島
  - 八重山列島
  - 尖閣諸島

前述の従来定義と比較して、鹿児島県の領域である奄美群島を除外、更に尖閣諸島を含み、大東諸島を除外する事が明確化されている。

## 関連する用語

### 琉球列島・琉球弧
同様な用語として琉球列島や琉球弧があり、この定義は分野や対象、研究者によっても異なる。
例えば、『広辞苑 第6版』では琉球弧を大隅諸島から台湾までとしており、『地理用語集』では琉球列島と南西諸島を同義としている。
生物学では、生物地理の観点から九州から台湾間の弧状列島の亜熱帯地域、つまりトカラ列島から八重山諸島まで島々を琉球列島と定義し、この場合も大東諸島及び尖閣諸島を含めない。一方植物相などでは、大東諸島及び尖閣諸島も含める場合もある。トカラ列島の悪石島と小宝島間に分布境界線が設置されており、これを渡瀬線という。